# 牡丹閣
牡丹閣位於朝鮮平壤直轄市，風景秀麗的牡丹峰樹林裡之一間朝鮮建築的餐廳。2010年時的經理是李順亨先生，最初營業時是「冷麵館」，後來朝鮮政府為了環境保護，改為成飲冰室。2010年又再次裝修改建成白牆綠瓦頂的朝鮮建築物，內有『一號廳』及『二號廳』，各容納80座位，供應蛋糕、麵包、煎餅、壽司及冰淇淋。它們的廚師在2010年4月舉行的「第15屆太陽節烹飪比賽」裡獲得冠軍榮譽。

## 公共交通
平壤地鐵，千里馬線，凱旋站